# 第25回ワールドスーパージョッキーズシリーズ
2011年12月3日、12月4日に阪神競馬場で施行された第25回ワールドスーパージョッキーズシリーズについて記述する。

## 概要
全出場騎手は11月17日に発表された。なお前年度は東京競馬場で1日3競走に変更になり3競走ともに「JC 30th Anniversary 2010」の副題が付けられて実施されたが、本年は阪神競馬場で2日間4競走で行われた。また、前々年までの「スパートロフィー」から「ブライドルトロフィー」にレース名が変更された。これはスパーが意味する拍車の使用が2010年から原則禁止になったためである。

## レーススケジュール
なお、最終戦のゴールデンホイップトロフィーは、平地GIのジャパンカップダート開催当日に行われる最終レースであるため、JRAプレミアムレースにも指定されている。
| レース番号         | 発走時刻 | レース名                       | 名称由来            | 施行距離    | 出走条件        |
| ------------------ | -------- | ------------------------------ | ------------------- | ----------- | --------------- |
| 5回阪神1日第10競走 | 15時10分 | ゴールデンサドルトロフィー     | サドル=鞍（クラ）   | 芝・内1400m | 3歳以上1000万下 |
| 5回阪神1日第12競走 | 16時20分 | ゴールデンブライドルトロフィー | ブライドル=頭絡     | ダート1800m | 3歳以上1600万下 |
| 5回阪神2日第10競走 | 15時00分 | ゴールデンブーツトロフィー     | ブーツ=長靴         | 芝・内2000m | 3歳以上1000万下 |
| 5回阪神2日第12競走 | 16時20分 | ゴールデンホイップトロフィー   | ホイップ=鞭（ムチ） | 芝・外1600m | 3歳以上1600万下 |

## 出場騎手
| 騎手名                     | 地区       | 国             | 出場回数     |
| -------------------------- | ---------- | -------------- | ------------ |
| ラモン・ドミンゲス         | 北アメリカ | アメリカ合衆国 | 初出場       |
| ジョン・ヴェラスケス       | 北アメリカ | アメリカ合衆国 | 初出場       |
| ジョン・ムルタ             | ヨーロッパ | アイルランド   | 2年連続6回目 |
| ポール・ハナガン           | ヨーロッパ | イギリス       | 初出場       |
| イオリッツ・メンディザバル | ヨーロッパ | フランス       | 2年ぶり5回目 |
| エドワード・ペドロザ       | ヨーロッパ | ドイツ         | 初出場       |
| ルーク・ノレン             | オセアニア | オーストラリア | 初出場       |
| ブレット・プレブル         | アジア     | 香港           | 5年ぶり3回目 |
| 吉原寛人                   | 金沢       | 日本           | 初出場       |
| 蛯名正義                   | 美浦       | 日本           | 2年連続6回目 |
| 横山典弘                   | 美浦       | 日本           | 2年ぶり8回目 |
| 岩田康誠                   | 栗東       | 日本           | 2年ぶり6回目 |
| 福永祐一                   | 栗東       | 日本           | 2年連続4回目 |
| 池添謙一                   | 栗東       | 日本           | 初出場       |
| 川田将雅                   | 栗東       | 日本           | 初出場       |

補欠騎手
| 騎手名   | 地区 |
| -------- | ---- |
| 田辺裕信 | 美浦 |
| 川須栄彦 | 栗東 |
| 木村健   | 兵庫 |

- 池添謙一はこの年、オルフェーヴルでクラシック三冠を達成し選考委員会で「顕著な活躍を認められた騎手」として特別枠で選出された（勝利度数では関西11位）。
- 福永祐一は2011年のサマージョッキーズシリーズのチャンピオンとして選出。なお、勝利度数では関西2位である。福永が関西2位枠ではなくサマージョッキーシリーズ優勝騎手枠からの出場となったため関西2位枠には関西3位の川田将雅が繰上げで出場。補欠は関西4位の川須栄彦が繰上げであるが、川須は2010年騎手デビューの2年目であり、デビュー間もない騎手が補欠とはいえ選出されること自体が珍しい。

## レース結果

### ポイント表
- 競走名のGはゴールデン、Tはトロフィーの略。

| 順位 | 騎手名           | 国・所属       | GサドルT   | GブライドルT | GブーツT   | GホイップT | トータル |
| ---- | ---------------- | -------------- | ---------- | ------------ | ---------- | ---------- | -------- |
| 1    | J.ムルタ         | アイルランド   | 7着（5P）  | 3着（13P）   | 5着（10P） | 1着（20P） | 48P      |
| 2    | 吉原寛人         | 金沢           | 1着（20P） | 1着（20P）   | 13着（1P） | 13着（1P） | 42P      |
| 3    | 横山典弘         | 関東           | 3着（13P） | 13着（1P）   | 6着（6P）  | 2着（15P） | 35P      |
| 4    | J.ヴェスケラス   | アメリカ       | 14着（1P） | 2着（15P）   | 11着（2P） | 3着（13P） | 31P      |
| 4    | 岩田康誠         | 関西           | 5着（10P） | 5着（10P）   | 14着（1P） | 5着（10P） | 31P      |
| 6    | 蛯名正義         | 関東           | 8着（4P）  | 8着（4P）    | 1着（20P） | 15着（1P） | 29P      |
| 7    | 川田将雅         | 関西           | 6着（6P）  | 6着（6P）    | 3着（13P） | 12着（1P） | 26P      |
| 8    | R.ドミンゲス     | アメリカ       | 9着（3P）  | 7着（5P）    | 9着（3P）  | 4着（11P） | 22P      |
| 9    | B.プレブル       | 香港           | 4着（11P） | 11着（2P）   | 7着（5P）  | 9着（3P）  | 21P      |
| 9    | I.メンディザバル | フランス       | 2着（15P） | 14着（1P）   | 15着（1P） | 8着（4P）  | 21P      |
| 9    | P.ハナガン       | イギリス       | 13着（1P） | 4着（11P）   | 8着（4P）  | 7着（5P）  | 21P      |
| 12   | 福永祐一         | 関西           | 12着（1P） | 12着（1P）   | 2着（15P） | 10着（2P） | 19P      |
| 13   | L.ノレン         | オーストラリア | 10着（2P） | 10着（2P）   | 4着（11P） | 14着（1P） | 16P      |
| 14   | E.ペドロザ       | ドイツ         | 15着（1P） | 9着（3P）    | 10着（2P） | 6着（6P）  | 12P      |
| 15   | 池添謙一         | 関西           | 11着（2P） | 15着（1P）   | 12着（1P） | 11着（2P） | 6P       |